# 크리스찬 몬존
크리스천 몬존(Christian Monzon, 1977년 5월 23일 ~ )은 미국의 배우, 모델이다.
뉴욕에서 태어났다.

## 출연 작품

### 영화
- 허니 (2003)
- 트리플 엑스 2: 넥스트 레벨 (2005)
- If I Had Known I Was a Genius (2007)
- 킬 스피드 (2010) - 에스콘디도 역